# Демиденко Єфросинія Панасівна
Єфроси́нія Пана́сівна Демиде́нко (нар. 7 жовтня 1916, село Пологи-Яненки, нині Переяслав-Хмельницький район, Київська область — 13 червня 1995, місто Переяслав-Хмельницький Переяслав-Хмельницького району Київської області) — українська радянська діячка, доярка племрадгоспу «Колос» Переяслав-Хмельницького району Київської області. Депутат Верховної Ради СРСР 5—8-го скликань, Герой Соціалістичної Праці (26.02.1958).

## З життєпису
Народилася в бідній селянській родині в селі Пологи-Яненки (за іншими даними — в селі Улянівка) на Переяславщині. Освіта початкова. З 1929 року працювала в рільничій бригаді артілі «Грім» села Пологи-Яненки, потім була колгоспницею колгоспу імені Володимира Ульянова Переяслав-Хмельницького району.
З 1933 року — доярка колгоспу імені Ульянова (згодом — імені Молотова, імені Мікояна) села Пологи-Яненки Переяслав-Хмельницького району Київської області.
Під час німецької окупації проживала в рідному селі, займалася сільським господарством.
З 1943 року — доярка колгоспу «Колос» села Пологи-Яненки Переяслав-Хмельницького району Київської області.
Член КПРС з 1956 року.
З 1960 по 1964 рік — доярка радгоспу «15 років Жовтня» Переяслав-Хмельницького району Київської області.
З 1964 року — доярка племрадгоспу (з 1970 року — держплемзаводу) «Колос» села Пологи-Яненки Переяслав-Хмельницького району Київської області.
Прославилася вирощуванням корів-рекордсменок. У 1957 році від корови Забари надоїла 8000 літрів молока, від корови Ювілейної — 10000 літрів, від корови Ляльки — 12000 літрів. У 1976 році надоїла в середньому по 6346 кілограмів молока від кожної фуражної корови.
Потім — на пенсії в місті Переяславі-Хмельницькому Київської області.

## Нагороди
- Герой Соціалістичної Праці (26.02.1958)
- орден Леніна (26.02.1958, 22.03.1966)
- орден Жовтневої Революції (8.04.1971)
- медалі ВДНГ СРСР
- Почесна грамота Президії Верховної Ради Української РСР (10.10.1966)